# Logudoro (balsa)
A “Logudoro” é uma balsa ferroviária pertencente à Bluvia, a divisão naval da RFI (Rede Ferroviária Italiana).
Atualmente presta serviços ao transporte de rotáveis ferroviários, autoveículos e passageiros no Estreito de Messina (a conectar Sicília, por Messina, ao continente, por Vila São João, na Calábria).

## História operativa
Inaugrada em 3 de junho de 1988 pelos Estaleiros Navais de Castellammare di Stabia de Palermo, a Logudoro entrou em serviço no verão de 1988 sobre o eixo entre Cívita Velha (no continente, em Lácio) e Golfo Fígaros (na região insular da Sardenha); foi o último investimento das Ferrovias do Estado para renovar a frota na rota sarda. 
Desde 2000, suprimido o transporte de passageiros para a Sardenha, vem reconvertida para apenas transporte de carros mercantis e habilitados, como embarcação para carga, a transportar a bordo não mais de doze pessoas (respeito aos ordinários 998 passageiros). 
Cessado cada serviço regular para a Sardenha em 2008, fora transferida à Nápoles e subposta aos primeiros trabalhos de transformação para o adaptamento ao Estreito de Messina pelos Estaleiros do Mediterrâneo. 
No mês de agosto de 2011, a embarcação chegou à Messina, onde foi subposta a ulteriores trabalhos pelos estaleiros do Arsenal Militar italiano. Renovada e reestruturada, a balsa entrou em serviço no Estreito no mês de julho de 2012.

## Características técnicas
A Logudoro deferia em origem das gêmeas Villa e Scilla, projetadas para o Estreito, tendo serviços de hotelarias idôneos para afrontar mais de sete horas de navegação. É dotada com dois motores de 8400 kW, ao invés dos quatro menos potentes equipados em suas gêmeas, e de um sistema de estabilização mais sofisticado e idôneo para o mar aberto. A ponte principal da balsa tem quatro carris para um total de 378 metros lineares para o transporte de vagões ferroviários, enquanto a ponte superior dispõe de dois corredores e de duas pracetas de popa e proa para o transporte de cerca de setenta autoveículos.

## Filme
Em 2002 a Logudoro foi protagonista, juntamente aos seus membros de elenco, do filme-documentário “A Última Corrida”, do diretor calharitano Enrico Pitzianti, onde vem documentada a última partida (quando houve a paralisação do serviço) das balsas ferroviárias da Sardenha até a península itálica.

## Balsas gêmeas
- Scilla
- Villa